# Mesaad Al-Hamad
Mesaad Ali Al-Hamad, né le 11 février 1986, est un footballeur international qatarien, né yéménite, évoluant au poste de défenseur.

## Carrière
Al Hamad commence sa carrière professionnelle en 2003, où il intègre l'équipe première d'Al Sadd. Pendant trois saisons, le natif de Sanaa alterne entre le poste de défenseur titulaire et le banc de touche. Cependant, il parvient à être sélectionné pour les Jeux asiatiques de 2006 et remporte la médaille d'or avec son pays.
À partir de 2006, il commence à devenir un joueur récurrent d'Al-Sadd et va, petit à petit, se faire une place au sein de l'équipe nationale du Qatar. Il est d'ailleurs sélectionné pour la Coupe d'Asie des nations en 2007 et 2011.

## Palmarès
- Vainqueur de la Ligue des champions de l'AFC en 2011 avec Al Sadd[1]
- Champion du Qatar en 2004, 2006, 2007 et 2013 avec Al Sadd
- Vainqueur de la Coupe du Qatar en 2005 et 2007 avec Al Sadd
- Vainqueur de la Coupe Crown Prince de Qatar en 2006, 2007 et 2008 avec Al Sadd
- Vainqueur de la Coupe Sheikh Jassem du Qatar en 2006 avec Al Sadd
- Médaille d'or aux Jeux asiatiques de 2006 avec le Qatar